# Ipodoryctes longi
Ipodoryctes longi är en stekelart som beskrevs av Sergey A. Belokobylskij 1994. Ipodoryctes longi ingår i släktet Ipodoryctes och familjen bracksteklar. Inga underarter finns listade i Catalogue of Life.